# 41 Девы
41 Девы (лат. 41 Virginis), HD 112097 — двойная звезда в созвездии Девы на расстоянии приблизительно 185 световых лет (около 56,6 парсек) от Солнца. Визуальная звёздная величина звезды — +6,241m. Возраст звезды определён как около 412 млн лет.

## Характеристики
Первый компонент — белая звезда спектрального класса A3, или A7III. Масса — около 1,611 солнечной, радиус — около 1,823 солнечного, светимость — около 7,94 солнечной. Эффективная температура — около 7179 K.
Второй компонент — красный карлик спектрального класса M. Масса — около 230,29 юпитерианской (0,2198 солнечной). Удалён в среднем на 1,785 а.е..